# خولیو سزار تورسانی
خولیو سزار تورسانی (اسپانیایی: Julio César Toresani‎؛ ۵ دسامبر ۱۹۶۷ – ۲۲ آوریل ۲۰۱۹) بازیکن فوتبال اهل آرژانتین بود.

## باشگاهی
از باشگاه‌هایی که در آن بازی کرده‌است می‌توان به باشگاه فوتبال ریور پلاته، باشگاه اتلتیکو ایندپندینته، باشگاه فوتبال بوکا جونیورز و باشگاه ورزشی آئوداکس ایتالیانو اشاره کرد.